# George Miller (filmrendező)
George Miller (Chinchilla, 1945. március 3. –) Oscar-díjas ausztrál filmrendező, forgatókönyvíró és filmproducer.
Leginkább a Mad Max-franchise rendezéseiről ismert, melynek második-t és negyedik részét minden idők két legjobb akciófilmjeként emlegetik, utóbbi hat Oscar-díjat nyert.
Miller műfajilag és stílusában igen változatos, ugyanis ő rendezte Az eastwicki boszorkányok (1987) című fantasyfilmet, a Lorenzo olaja (1992) című orvosi témájú életrajzi drámát és a Táncoló talpak (2006) című Oscar-díjas animációs filmet is. Emellett a Babe (1995) című családi film producere és annak folytatása, a Babe 2. – Kismalac a nagyvárosban (1998) rendezője volt.
Társalapítója a Kennedy Miller Mitchell, korábbi nevén Kennedy Miller és a Dr. D Studios produkciós cégeknek. Öccse, Bill Miller, valamint Doug Mitchell későbbi pályafutásának szinte minden filmjének producerei voltak, első produceri partnere, Byron Kennedy halála után.
2006-ban elnyerte a legjobb animációs filmnek járó Oscart a Táncoló talpak (2006) című filmért. További öt Oscar-díjra jelölték: legjobb eredeti forgatókönyv (Lorenzo olaja), legjobb film és legjobb adaptált forgatókönyv (Babe), valamint legjobb film és a legjobb rendező (Mad Max – A harag útja).

## Magánélete
1985 és 1992 között Sandy Gore színésznő volt a felesége, egy lányuk született. 1995 óta él házasságban Margaret Sixel filmszerkesztővel, két fiuk van. Az 1991-es Flört forgatásán találkoztak először és Sixel azóta Miller összes rendezői munkájában közreműködött valamilyen formában.
Az Ausztrál Filmintézet és a BIFF (Brisbane-i Nemzetközi Filmfesztivál) védnöke, valamint a Sydney-i Filmfesztivál társvédnöke.
Többször nyilatkozott arról, hogy a Pinokkió 1940-es változata az egyik kedvenc filmje.
Miller feminista, 2015 májusában a Vanity Fairnek azt nyilatkozta: „A nagy férfidominanciától odáig jutottam, hogy csodálatos nőkkel vagyok körülvéve. Nem tehetek róla, de feminista vagyok”.

## Filmográfia

### Nagyjátékfilmek

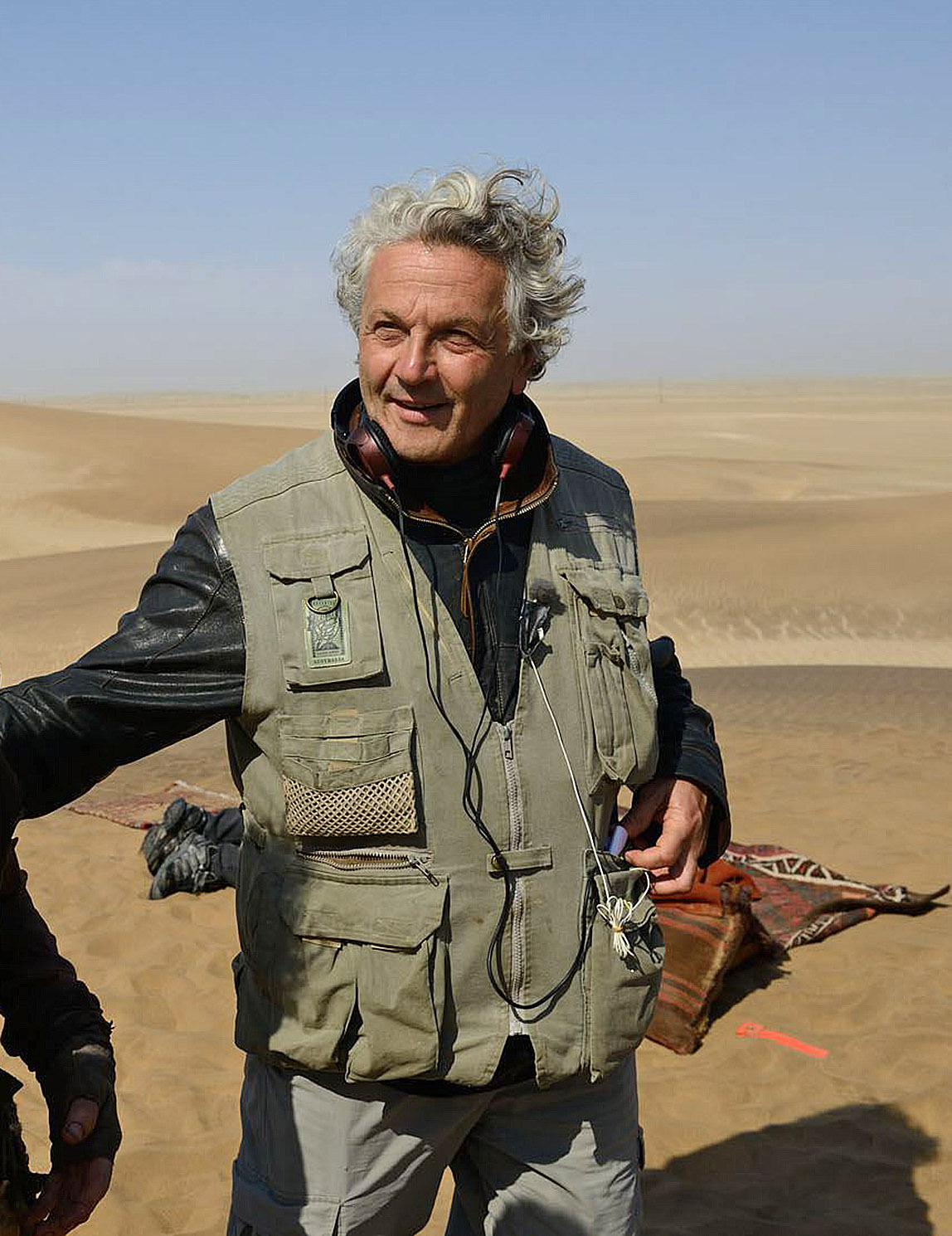
A harag útja forgatásán 2012-ben

| Év   | Magyar cím                                               | Eredeti cím                     | Feladatkör | Feladatkör | Feladatkör | Megjegyzések                |
| Év   | Magyar cím                                               | Eredeti cím                     | Rendező    | Író        | Producer   | Megjegyzések                |
| ---- | -------------------------------------------------------- | ------------------------------- | ---------- | ---------- | ---------- | --------------------------- |
| 1979 | Mad Max                                                  | Mad Max                         | Igen       | Igen       | Igen       |                             |
| 1981 | Mad Max 2.                                               | Mad Max 2                       | Igen       | Igen       | Nem        | további vágó                |
| 1985 | Mad Max 3.                                               | Mad Max Beyond Thunderdome      | Igen       | Igen       | Igen       | társrendező: George Ogilvie |
| 1987 | Az eastwicki boszorkányok                                | The Witches of Eastwick         | Igen       | Nem        | Nem        |                             |
| 1987 |                                                          | The Year My Voice Broke         | Nem        | Nem        | Igen       |                             |
| 1989 | Halálos nyugalom                                         | Dead Calm                       | Nem        | Nem        | Igen       | másodrendező                |
| 1991 | Flört                                                    | Flirting                        | Nem        | Nem        | Igen       |                             |
| 1992 | Lorenzo olaja                                            | Lorenzo's Oil                   | Igen       | Igen       | Igen       |                             |
| 1995 | Babe                                                     | Babe                            | Nem        | Igen       | Igen       |                             |
| 1996 |                                                          | Video Fool for Love             | Nem        | Nem        | Igen       | dokumentumfilm              |
| 1997 | A film évszázada – Ausztrália – Negyvenezer év álmodozás | 40,000 Years of Dreaming        | Igen       | Igen       | Nem        | dokumentumfilm előadó is    |
| 1998 | Babe 2. – Kismalac a nagyvárosban                        | Babe: Pig in the City           | Igen       | Igen       | Igen       |                             |
| 2006 | Táncoló talpak                                           | Happy Feet                      | Igen       | Igen       | Igen       |                             |
| 2011 | Táncoló talpak 2.                                        | Happy Feet Two                  | Igen       | Igen       | Igen       |                             |
| 2015 | Mad Max – A harag útja                                   | Mad Max: Fury Road              | Igen       | Igen       | Igen       |                             |
| 2022 | Háromezer év vágyakozás                                  | Three Thousand Years of Longing | Igen       | Igen       | Igen       |                             |
| 2024 | Furiosa: Történet a Mad Maxből                           | Furiosa: A Mad Max Saga         | Igen       | Igen       | Igen       |                             |

Egyéb közreműködések
| Év   | Cím               | Szerep                                                 |
| ---- | ----------------- | ------------------------------------------------------ |
| 1978 | In Search of Anna | első rendezőasszisztens                                |
| 1980 | Láncreakció       | másodrendező (stáblistán nem szerepel) és társproducer |

### Rövidfilmek
| Év   | Cím                            | Feladatkör | Feladatkör | Megjegyzések                                               |
| Év   | Cím                            | Rendező    | Író        | Megjegyzések                                               |
| ---- | ------------------------------ | ---------- | ---------- | ---------------------------------------------------------- |
| 1971 | St. Vincent's Revue Film       | Igen       | Igen       |                                                            |
| 1971 | Violence in the Cinema, Part 1 | Igen       | Igen       |                                                            |
| 1974 | The Devil in Evening Dress     | Igen       | Igen       |                                                            |
| 1983 | Nightmare at 20,000 Feet       | Igen       | Nem        | szegmens az Twilight Zone: The Movie című antológiafilmből |

### Televízió
| Év   | Cím              | Feladatkör | Feladatkör | Feladatkör | Megjegyzések |
| Év   | Cím              | Rendező    | Író        | Producer   | Megjegyzések |
| ---- | ---------------- | ---------- | ---------- | ---------- | ------------ |
| 1983 | The Dismissal    | Igen       | Igen       | Igen       | minisorozat  |
| 1984 | The Last Bastion | Igen       | Nem        | Nem        | minisorozat  |
| 1984 | Bodyline         | Nem        | Sztori     | Igen       | minisorozat  |
| 1987 | The Far Country  | Igen       | Nem        | Nem        | minisorozat  |

## Fordítás
- Ez a szócikk részben vagy egészben  a   George Miller (filmmaker) című angol Wikipédia-szócikk ezen változatának fordításán alapul.  Az eredeti cikk szerkesztőit annak laptörténete sorolja fel. Ez a jelzés csupán a megfogalmazás eredetét és a szerzői jogokat jelzi, nem szolgál a cikkben szereplő információk forrásmegjelöléseként.